# Кнежевина Доња Панонија
Кнежевина Доња Панонија, или Балатонска или Блатенска кнежевина, је била једна од првих словенских држава. Постојала је током 9. века, као једна од вазалних држава Франачког царства. Обухватала је словенске области у Доњој и Горњој Панонији северно од реке Драве, са престоницом у Блатнограду, у близини Балатонског језера. Кнежевина је током времена мењала територијални опсег. Њена средишња област обухватала је знатне делове данашње западне Мађарске, а повремено се ширила и према деловима Доње Паноније јужно од реке Драве (данашња источна Славонија у Хрватској и Срем у Србији).
Средином 9. века, Балатонском кнежевином је владао кнез Прибина, а потом његов син, кнез Коцељ, који је знатно допринео успеху Моравско-панонске мисије. Последњи словенски владар ове области био је кнез Браслав, под чијом се влашћу прво нашла суседна Посавска кнежевина (око 884. године), а потом и сама Балатонска кнежевина, до око 896. године, када су у ове области почели да проваљују Мађари.
Становништво ове кнежевине чинили су Панонски Словени (Дуљеби), који су током раног средњег века настањивали велики део Панонске низије. Панонски Словени су сачињавали посебну словенску скупину, са својим обласним и језичким особеностима, које су се на том простору очувале и дуго након успостављања мађарске власти. У потоњем раздобљу између 10. и 12. века, Панонски Словени су били једни од носилаца Белобрдске археолошке културе. Овом културом је био обухваћен и један део Јужних Словена (на југу), као и део Западних Словена (на северу).

## Историја
На подручју средњег Подунавља, најмлађа налазишта културе Авара датирана су у први део 9. века, а значајан део становништва у домену ове културе чинили су панонски Словени. У првој половини 9. века, на просторима Доње Паноније северно од реке Драве основана је Кнежевина Доња Панонија, чије је седиште било у Блатнограду, у близини Блатног језера (данашње језеро Балатон). Први владар ове кнежевине био је Прибина (847-861). Прибину је наследио његов син по имену Коцел (861-876). Кнез Велике Моравске, Сватоплук, је 884. године припојио подручје ове кнежевине сопственој држави.
Номадски Мађари су се појавили у Панонској низији око 895. године. Они су запосели подручје у делу слива Тисе и долини средњег тока реке Дунав. Ту су се суочили са отпором месних словенских становника. Овај отпор је, међутим, био убрзо сломљен. Мађари су почетком 10. века разбили војску Велике Моравске. Ово је знатно утицало на пад и пропаст ове словенске кнежевине.
Након насељавања Мађара на подручју Панонске низије, на њих су привредни утицај извршили месни словенски земљорадници у сливу средњег тока Дунава, са којима су дошли у контакт. Досељени номадски Мађари су потом усвојили полуномадски начин живљења. Касније су започели и бављење земљорадњом. Утицај Словена староседелаца на Мађаре огледа се и у чињеници да су Мађари усвојили нови облик сахрањивања покојника.
Након што су покорили локалне Словене у сливу средњег тока Дунава, Мађари су задржали словенски жупанијски облик територијалне организације. Ове словенске територијалне заједнице трансформисане су у комитате. Управа над овим комитатима је поверена ишпанима (жупанима).
На подлози наслеђа месних Словена из ранијих времена, настала је белобрдска археолошка култура. Она је зачета у 10. веку, на бази контакта културе Словена са културом досељених Мађара у сливу средњег тока Дунава. Белобрдска култура се развијала од 10. до 12. века. Становништво ове културе укључивало је и Словене и Мађаре. Другим речима, Белобрдска култура представља раздобље симбиозе Словена и Мађара. У овом раздобљу, Мађари су преузели многе елементе словенске културе, док су Словени преузели мађарски језик. Сматра се да се највећи део потомака Панонских Словена асимиловао у мађарски народ. Ипак, на одређеним периферним подручјима која је захватала Белобрдска култура, Мађари нису омели културни развој месних Словена.

## Владари
- Прибина (840-861)
- Коцељ (861-872)
- Браслав (око 884-око 896)